# Paul Cernat
Paul Cernat (n. 5 august 1972, București) este un publicist, critic literar și eseist român contemporan. Din 2009 este membru al Uniunii Scriitorilor din România. Este doctor în Filologie summa cum laude.

## Biografie
În prezent este conferentiar universitar doctor la Catedra de istoria literaturii române a Universității București. 
A participat în calitate de comentator la Cenaclul Litere, condus de Mircea Cărtărescu. Este specialist în avangarda literară interbelică. Este autor a nenumărate prefețe și studii critice. A colaborat cu cronici literare și eseuri la numeroase publicații culturale din țară, Dilema, Dilema Veche, Dilemateca, suplimentul Vineri al revistei Dilema, Observator cultural, Suplimentul cultural al revistei 22, Idei în dialog etc., având o prezență activă în presa literară.
Din 2013 este și cercetător în cadrul Institutului de Istorie și Teorie Literară „G. Călinescu” din București.

## Lucrări publicate individual
- Avangarda românească și complexul periferiei, Editura Cartea Românească, 2007[5]
- Contimporanul: istoria unei reviste de avangardă, Editura Fundației Culturale Române, 2007[6]
- Modernismul retro în romanul interbelic românesc, Editura Art, 2009
- Un port de la răsărit, prefață pentru romanul Europolis de Jean Bart, 2010.
- Existențialismul românesc interbelic, Editura Muzeului Literaturii Române, 2013.

## Lucrări publicate în colaborare
- În colaborare cu Ion Manolescu, Angelo Mitchievici și Ioan Stanomir:

- - În căutarea comunismului pierdut (Editura Paralela 45, 2001) ISBN 973-593-490-6
  - O lume disparută. Patru istorii personale urmate de un dialog cu H-R. Patapievici (Polirom, 2004)
  - Explorări în comunismul românesc vol.I (Polirom, 2004) ISBN 973-681-817-9
  - Explorări în comunismul românesc vol.II (Polirom, 2005) ISBN 973-46-0102-4
  - Explorări în comunismul românesc vol.III (Polirom, 2008), fără Ion Manolescu

- Războiul fluturilor, roman fantasy de Paul Cernat și Andrei Ungureanu (Polirom, 2005) ISBN 973-46-0047-8

- În colaborare cu Cosmin Manolache, Călin Torsan, Sorin Stoica, Ciprian Voicilă:
  - Povestiri mici și mijlocii, prefață, (Polirom, 2007) ISBN 978-973-669-313-7.

- În colaborare cu Antoaneta Ralian, traducătoare :
  - Ragtime de E. L. Doctorow, prefață, București, Leda, 2007

- În colaborare cu alții, volum coordonat de Liviu Papadima,
  - Cărți de bucate, enciclopedii, mâzgăleli, în Care-i faza cu cititul?, Editura Arthur, 2010, p. 17-21

- În colaborare cu Florin Poenaru și Costi Rogozanu:
  - Epoca Traian Băsescu, Tact, 2014

- În colaborare cu Alexandru Matei:
  - 25 de ani după, alternative și provocări, prefață Ovidiu Șimonca de la Observator cultural, 2015, ISBN 978-606-742-095-1.

## Reacții
Într-un interviu publicat în „Adevărul literar și artistic", care a urmat anchetei Romanul românesc al deceniului, Mircea Cărtărescu a făcut o serie de declarații împotriva criticilor, între care și Paul Cernat, pe care l-a calificat drept „contorsionist“, acuzându-l că vrea să împace pe toată lumea.